# 에드워드 C. 스톤
|-
|}
에드워드 캐롤 스톤(Edward Carroll Stone, 1936년 1월 23일 ~ 2024년 6월 9일)은 미국의 우주 과학자이자 캘리포니아 공과대학교의 물리학 교수, NASA 제트추진연구소(JPL)의 소장이었다.

## 생애

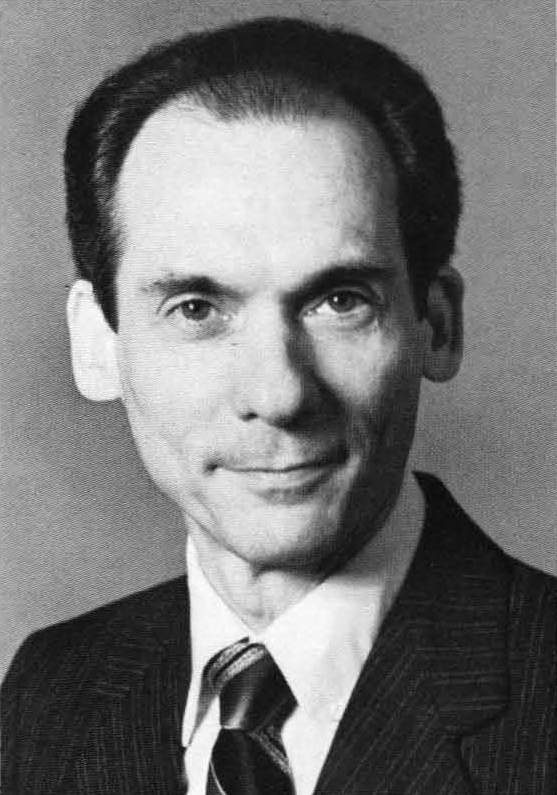
1986년의 스톤

스톤은 1936년 1월 23일 아이오와주 녹스빌에서 태어났다. 아이오와주에 있는 벌링턴 주니어 칼리지에서 학부 교육을 마친 후, 시카고 대학교에 진학하여 물리학 분야에서 석사 및 박사 학위를 취득했다.
스톤은 1961년 디스커버러 위성에서 수행된 우주선 실험에 참여하면서 천체물리학 연구를 시작했다. 그 후 칼텍의 연구원으로 합류했으며, 1967년에 정식 교원이 되었다. 1976년 스톤은 물리학 교수로 임명되었고, 나중에 모리스로(Morrisroe) 물리학 교수가 되었으며, 1983년부터 1988년까지 물리학, 수학, 천문학 부서의 학과장을 역임했다. 또한 칼텍 우주 방사선 연구소의 소장과 천문 시설 담당 부총장을 역임했다. 30미터 망원경 이사회의 부의장도 맡았다.
1972년 스톤은 보이저 태양계 외부 탐사 임무의 프로젝트 과학자가 되었다. 또한 두 보이저 우주선에 탑재된 우주선 하위 체계 실험의 책임연구원이었다. 1980년대에 보이저 과학팀의 대변인으로 활동하며 대중에게 널리 알려졌다. 이후 9개의 NASA 우주선 임무의 책임연구원이자 5개의 추가 임무의 공동 연구원이 되었다.
스톤은 보이저 계획에 관한 2017년 다큐멘터리 영화인 《더 파데스트》에 출연했다. 2022년, 스톤은 50년 동안 맡았던 보이저 임무 프로젝트 과학자 자리에서 은퇴했다. 스톤은 2024년 6월 9일 88세의 나이로 캘리포니아주 패서디나에서 치매 합병증으로 사망했다.

### JPL 소장

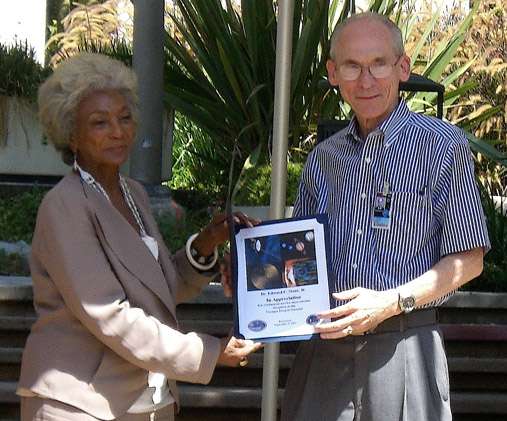
2007년 보이저 발사 30주년 기념 니셸 니컬스로부터 상을 받는 에드 스톤

스톤은 1991년부터 2001년까지 캘리포니아주 패서디나의 제트추진연구소 소장이었다. 재임 기간 마스 패스파인더와 그 소저너 로버 임무가 성공했다. 이 기간 동안 이루어진 다른 JPL 임무에는 마스 글로벌 서베이어, 딥 스페이스 1호, TOPEX/포세이돈, NASA 스캐터로미터(NSCAT) 및 카시니, 스타더스트, 2001 마스 오디세이 발사가 있다.

## 수상 및 훈장
- 미국국립과학원 회원[17]
- 미국철학학회 회원[18]
- 1991년 국가 과학 메달[19]
- 1992년 마젤란 특별상[19]
- 1992년 미국 업적 아카데미 황금명판상[20]
- 1999년 칼 세이건 기념상[19]
- 2007년 필립 J. 클래스 공로상[19]
- 2013년 NASA 공로훈장[19]
- 2014년 하워드 휴즈 기념상[19]
- 2019년 쇼상 천문학 부문[21]
- 2022년 벤저민 프랭클린 훈장
- 소행성 5841 스톤은 스톤의 이름을 따서 명명되었다.[22]